# The Script
The Script est un groupe de pop rock irlandais, originaire de Dublin. Leur premier album The Script est enregistré en août 2008. Les membres du groupe sont Danny O'Donoghue (chant principal et clavier), Mark Sheehan (guitare et chant) et Glen Power (batterie et chant). Plusieurs de leurs chansons sont utilisées dans des jeux vidéo, et séries télévisées comme 90210, Ghost Whisperer, Laguna Beach : The Hills, Waterloo Road, EastEnders et Vampire Diaries. En France, la chanson Science and Faith est utilisée en introduction des épisodes de la saison 5 de l'émission L'amour est dans le pré.

## Biographie

### Formation et débuts (2001–2007)
O'Donoghue et Sheehan se sont rencontrés vers la fin de leur adolescence dans les quartiers pauvres de Dublin attirés par leur obsession partagée de la musique, et en particulier par leur amour pour la musique noire américaine,. « À cette époque, MTV ne commençait qu'après minuit, c'était une chaine cryptée, et pour ma génération la culture urbaine était juste une vague qui nous traversait tous » explique Sheehan. « Il n'était pas question de gangs ou de flingues mais de mode et de fun, de chants et de danses. » Danny et Mark étaient membres d'un groupe formé en 1996 sous le nom de My Town. Composé de quatre membres, Danny O'Donoghue, Mark Sheehan, Terry Daly et Paul Walker, le groupe connait un succès modéré en Irlande et dans le Royaume-Uni, mais est éclipsé par la prospérité des boys band. O'Donoghue et Sheehan sont d'anciens producteurs qui ont travaillé avec Rodney Jerkins, The Neptunes, Teddy Reilly et Dallas Austin. Le groupe se dissout en 2001.
Lors d'un séjour en Irlande et par l'intermédiaire d'amis communs, Mark Sheehan rencontre Glen Power. Après quelques séances d'écritures et de compositions à Dublin, Mark invite Glen a passer quelques jours à Los Angeles, où il réside avec Danny O'Donoghue. Glen Power se joint au nouveau trio. Le groupe choisit ce nom car chacune de leurs musiques racontent une histoire avec un début, un milieu et une fin sur leurs problèmes personnels mais également universels[réf. nécessaire]. Clamant haut et fort une écriture de chanson et une production en partenariat, le talent exceptionnel de O'Donoghue et Sheehan est rapidement reconnu, et, à leur grand étonnement, ils se sont retrouvés invités aux États-Unis pour collaborer avec quelques héros de production, inclus des légendes du RnB contemporain telles que Dallas Austin. Glen Power avait joué des sessions depuis ses quinze ans, dépensant beaucoup d'argent pour travailler sur un projet d'album solo. Mais ce projet a été mis en attente quand sa collaboration avec Mark et Danny a produit trois chansons en une semaine. « Je n'avais jamais eu la chance, avec d'autres groupes, de pouvoir m'exprimer aussi librement. » Et ainsi The Script s'est mis à produire[réf. nécessaire].

### The Script(2008–2010)
Sorti le 8 août 2008, leur premier album The Script atteint la première place au Royaume-Uni et en Irlande la semaine de sa sortie. Le groupe confirme qu'il prévoit d'écrire une chanson pour le deuxième album de Leona Lewis. Avec le succès des singles The Man Who Can't Be Moved, de We Cry ou encore Breakeven (un million de ventes aux États-Unis), l'album a connu un bon succès, et permet au groupe de se faire connaitre dans le monde entier, mais également de remporter un World Music Award et un Meteor Music Award pour la meilleure performance live.
La chanson la plus connue de l'album est The Man Who Can't Be Moved, qui s'est vendu à plus d'un million d'exemplaires. Il s'agit aussi d'un des plus gros succès du groupe en vidéo clip, avec plus de 165 000 000 de vues sur YouTube début 2018. Les autres clips de l'album sont Before the Worst, Talk You Down, We Cry et Breakeven (environ 18 000 000 et 30 000 000 de vues respectivement fin 2013). Dans l'épisode 5 de la saison 2 de la série télévisée américaine 90210 (The CW) The Script fait une apparition, en 2009 pour chanter We Cry. Le trio la chante également avec The Man Who Can't Be Moved au Prix Nobel de la paix,. Danny O'Donoghue explique que We Cry avait comme visée implicite de décrire le lourd passé des Irlandais. Pour confirmer ce succès, le groupe chante en première partie de U2, Paul McCartney et Take That.

### Science and Faith(2010–2011)
The Script annonce un nouvel album le 19 juillet 2010 sur leurs site web. L’album est intitulé Science and Faith et sort le 13 septembre 2010. L'album est entré en place dans le chart irlandais et en Royaume-Uni et à la troisième place au Billboard 200,.
Le premier single de l’album est For the First Time, sorti au Royaume-Uni le 20 août 2010. Il s'agit du morceau de tête de l'album. En effet, aux États-Unis, le single est sorti sur iTunes le 8 novembre 2010 et l’album le 18 janvier 2011. Aux États-Unis, la chanson a été sortie en première sur AOL Music le 29 septembre 2010. Au Royaume-Uni, la chanson entre dans le chart à la cinquième position, et monte à la quatrième place. En Irlande, elle atteint le top des charts. Elle est également appuyée par le clip vidéo qui est sorti à la fois en HD (environ 20 000 000 de vues en novembre 2013) et en version non HD (10 000 000 de vues). Les autres clips vidéos sont Nothing (20 000 000 de vues à la même période), Science and Faith et If You Ever Come Back. L’album atteint le top dans le chart de Royaume-Uni et de l’Irlande. La fin de leur tournée se soldera par un concert à l'Aviva Stadium devant 55 000 fans.

### #3(2012–2014)
Pour faire connaitre le groupe au Royaume-Uni, Danny participe à la première et deuxième saison du télé-crochet The Voice UK. Le groupe annonce en juin 2012 sur son compte Twitter que leur troisième album s'intitulerait #3. L'album est publié en Irlande et au Royaume-Uni le 10 septembre 2012, et s'écoule à plus de quatre millions d'exemplaires[réf. nécessaire].
Le premier single de l'album Hall of Fame est sorti sur les radios le 23 juillet. Il est enregistré à Los Angeles et est sorti le 21 août sur iTunes Store. Hall of Fame est aussi une collaboration avec will.i.am qui travaille avec Danny sur The Voice UK (le groupe irlandais et la super-star se sont d'ailleurs réunis pour chanter sur The Ellen DeGeneres Show). La chanson devient le plus gros succès du groupe, étant certifié quintuple disque de platine en Australie, une fois en Italie, deux fois en Nouvelle-Zélande, six fois en Norvège, et deux fois en Suède et aux États-Unis. Le clip est visionné plus de 200 millions de fois sur YouTube. Elle est aussi jouée plus de 100 millions de fois sur Spotify et écoulée à cinq millions de ventes[réf. nécessaire].
L'album comporte aussi les singles : Six Degrees of Separation, qui parle de la séparation entre Danny et son ex-petite amie Irma Mali, If You Could See Me Now et Millionaires. À noter que If You Could See Me Now est écrite par Danny et Mark Sheehan en hommage à leurs parents décédés. Cet album laisse apparaître des nouvelles sonorités plus rap notamment sur Broken Arrow. Le groupe entame aussi une tournée pour faire la promotion de cet album. À la fin mai, le groupe The script participe au BBC One's Big Week-End, notamment en réalisant un duo avec Labrinth en reprenant les titres Earthquake et Hall of Fame. La tournée promotionnelle du groupe est annulée le 29 et le 30 août en raison des problèmes de santés de la mère de Danny O'Donoghue.
En septembre 2013, le trio chante au Temple Bar en tant qu'ambassadeurs pour le Arthur's Day (série de concerts organisée par l'entreprise Diageo). En 2014, Le groupe rejoint la tournée d'été du Native Summer Tour de One Republic.

### No Sound Without Silence(depuis 2014)
Le 21 juillet 2014, le groupe dévoile le nom de son quatrième album intitulé No Sound Without Silence, ainsi que le premier single extrait, Superheroes,. L'album sort le 15 septembre 2014 et le single Superheroes le 31 août 2014. L'album est enregistré dans leur bus lors de leur tournée américaine avec le groupe One Republic, et comprend notamment une participation de Ryan Tedder, sur le morceau Flares.
Le groupe signe également une participation sur l'album de David Guetta Listen sur le titre Goodbye Friend. La tournée de l'album No Sound Without Silence les conduira jusqu'à Croke Park, stade irlandais pouvant accueillir plus de 70 000 personnes. Le show fut complet en quelques heures. 

## Influences
Les influences du groupe sont diverses, de U2 à The Neptunes en passant par Timbaland et Van Morrison, ce qui leur permet d'avoir un son distinct. Les musiciens instrumentistes du groupe sont Ben Sargeant à la basse. Après la sortie de l'album #3, les parties au piano devenant trop importante, le trio décide de recruter Rodney Alejandro en tant que pianiste lors des performances scéniques du groupe.

## Discographie
- 2008 - The Script
- 2010 - Science and Faith
- 2012 - #3
- 2014 - No Sound Without Silence
- 2017 - Freedom Child
- 2019 - Sunsets & Full Moons
- 2024 - Satellites

## Tours
- Science and Faith Tour
- 3 World Tour

## Récompenses et nominations
| Année | Récompense          | Catégorie                         | Résultat   |
| ----- | ------------------- | --------------------------------- | ---------- |
| 2008  | World Music Awards  | Meilleure vente irlandaise        | Lauréat    |
| 2009  | EBBA Awards         |                                   | Lauréat    |
| 2009  | Meteor Music Awards | Meilleur groupe irlandais         | Lauréat    |
| 2009  | Meteor Music Awards | Meilleur album - The Script       | Lauréat    |
| 2009  | Meteor Music Awards | Meilleure groupe de pop irlandais | Nomination |
| 2010  | Meteor Music Awards | Meilleure performance en direct   | Lauréat    |
| 2011  | Brit Awards         | Meilleur groupe international     | Nomination |
| 2013  | Brit Awards         | Meilleur groupe international     | Nomination |